# Pete Tong
Peter "Pete" Tong (n. 31 iulie 1960, Dartford, Anglia, Regatul Unit) este un DJ britanic care lucrează pentru BBC Radio 1. Este cunoscut datorită emisinilor sale „Essential Mix” și „Essential Selection”.